# پارادوکس فرمی

نمایشی تصویری از پیام آرسیبو - نخستین تلاش انسان از مخابره کردن وجودش به تمدن‌های بیگانه بگونه‌ای فعال با استفاده از امواج رادیویی

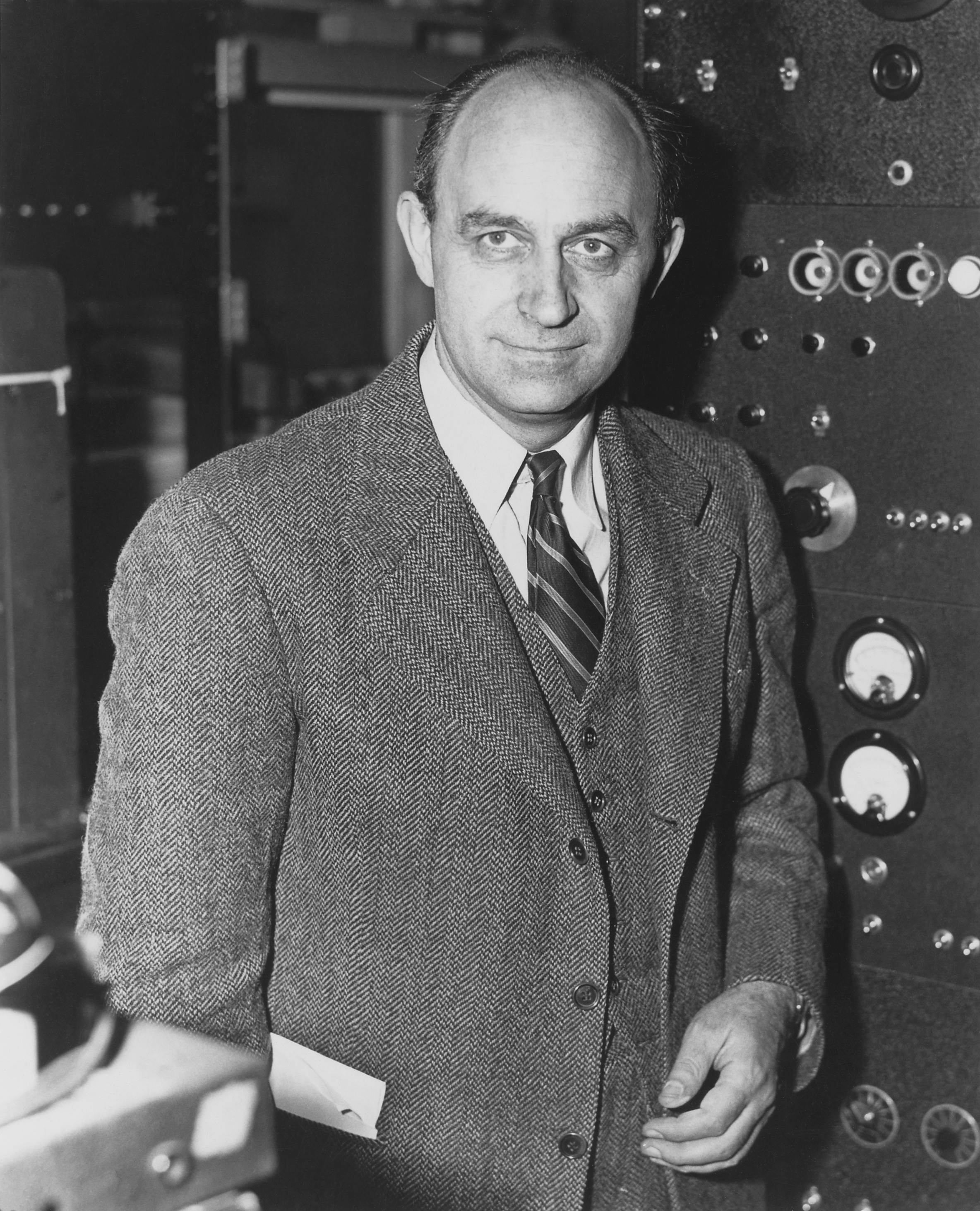
اِنریکو فِرمی (۱۹۰۱–۱۹۵۴)

تناقض فِرمی یا پارادوکس فِرمی (به انگلیسی: Fermi Paradox)، به عدم مشاهده تمدن‌های فرازمینی در کیهان اشاره دارد در حالی که تخمین‌هایی مانند معادله دریک پیش‌بینی می‌کنند باید بتوان تعداد زیادی از این تمدن هوشمند فرازمینی در پهنه کهکشان یافت. این پارادوکس را انریکو فرمی (۱۹۵۴-۱۹۰۱) پس از گفتگویی دوستانه که با مایکل اچ هارت داشت، مطرح کرد و به نام او مشهور شد. موارد زیر نکات پایه‌ای بحثی هستند که بین آنها شکل گرفت:
- میلیاردها ستاره شبیه به خورشید در کهکشان وجود دارند،[۵][۶] که بسیاری از آن‌ها میلیاردها سال از زمین پیرتر هستند.
- با احتمالی بالا، برخی از این ستارگان سیاراتی نظیر زمین خواهند داشت، و چنانچه زمین را نمونه‌ای در نظر بگیریم، برخی از سیارات ممکن است زندگی هوشمند پدیدار کنند.
- برخی از این تمدن‌ها ممکن است به سفرهای میان‌ستاره‌ای دست یابند، گامی که زمین هم‌اکنون در حال بررسی آن است.
- حتی با سرعت پایین سفر میان‌ستاره‌ای که در حال حاضر متصور هستیم، کهکشان راه شیری را می‌توان به‌طور کامل در حدود یک میلیون سال طی نمود.

با این نگرش، بیگانگان فرازمینی می‌بایست تاکنون زمین را ملاقات کرده باشند. فِرمی در گفتگویی غیررسمی بیان کرد که هیچ مدرک اینچنینی وجود ندارد، که باعث شد بپرسد «همگان کجا هستند؟» تلاش‌های بسیاری برای توضیح تناقض فِرمی انجام شده‌است، که اساساً یا اشاره می‌کنند که زندگی فرازمینی هوشمند بشدت نایاب است، یا دلایلی را برای برقرار نکردن تماس یا ملاقات نکردن زمین توسط چنین تمدن‌هایی پیشنهاد می‌کنند.

## توضیحات نظری برای پارادوکس فِرمی
- حیات فرا زمینی بسیار نادر است یا اصلاً وجود ندارد.
- هیچ حیات هوشمند دیگری در جهان وجود ندارد.
- بیگانگان هوشمند به تکنولوژی پیشرفته دست نیافته‌اند.
- عملکرد حیات هوشمند به نابودی خودش می‌انجامد. این توضیح به عنوان «فیلتر بزرگ» شناخته می‌شود.
- حیات هوشمند در نهایت توسط دیگران نابود می‌شود.
- دوره‌های انقراض، حیات هوشمند پیشرفته را نابود می‌کنند.
- جهان‌های موازی‌ای وجود دارند که در هر یک تنها یک تمدن هوشمند قرار دارد.
- تمدن‌های هوشمند فاصلهٔ بسیار بسیار زیادی از هم دارند.
- بشریت مدت کوتاهی است که به کاوش جهان مشغول است.
- روش جستجوی ما برای حیات هوشمند فرازمینی اشتباه است.
- تمدن‌های هوشمند تنها برای دوره‌ای کوتاه از تاریخشان، با سیگنال‌های رادیویی حضور خود را در فضا جار می‌زنند.
- تمدن‌های هوشمند خود را مخفی می‌کنند.
- بیگانگان فضایی، خیلی بیگانه‌اند! آنقدر که در مخیله ما برای جستجو هم نمی‌گنجند.
- آنها گوش می‌کنند اما پاسخی نمی‌دهند.
- زمین به صورت خاص توسط آنها ایزوله شده‌است.
- ارتباط برقرار کردن با دیگران خطرناک است.
- ما در یک شبیه‌سازی به سر می‌بریم.
- آنها وجود دارند اما ما تکنولوژی و دانش لازم برای پیدا کردنشان را نداریم.
- آنها وجود دارند اما به سادگی ما هنوز پیدایشان نکرده‌ایم.